# Mikame (Ehime)
El Pueblo de Mikame (三瓶町 Mikame-chō?) fue un pueblo del ex Distrito de Nishiuwa en la Región de Nanyo (南予地方 Nanyo-chihō?) de la Prefectura de Ehime, en Japón.

## Características
El 1° de abril de 2004 se fusiona con los pueblos de Akehama, Uwa, Nomura y Shirokawa (todas del ya extinto Distrito de Higashiuwa), formando la nueva Ciudad de Seiyo.
Se encontraba al oeste de la Prefectura de Ehime, y al norte limitaba con la Ciudad de Yawatahama, al este con el Pueblo de Uwa y al sur con el Pueblo de Akehama (ambos en la actualidad son parte de la Ciudad de Seiyo), y al oeste da al Mar de Uwa. La Bahía de Mikame (三瓶湾 Mikame-wan?) es de aguas calmas.

### Historia
- 1921: La Villa de Mikame pasa a ser Pueblo de Mikame.
- 1955: en enero absorbe dos villas y parte de una tercera.
- 2004: el 1° de abril de 2004 deja de existir al fusionarse con otros pueblos del Distrito de Higashiuwa.

El pueblo priorizó la fusión con los pueblos del Distrito de Higashiuwa, por delante de la fusión con la Ciudad de Yawatahama (con la que tenía una larga relación) e incluso con los otros pueblos del mismo Distrito de Nishiuwa. Esto se debió en parte a su relación estrecha con el Pueblo de Uwa, separada por montañas; y a que compartía el tratamiento de residuos con el Pueblo de Akehama.
Algunas de las desventajas fueron que el Cuartel Central de Bomberos estaba en la Ciudad de Yawatahama y que los residuos también eran procesados en dicha ciudad (si bien como se mencionó anteriormente compartía una planta de procesamiento ésta era vieja y no cumplía con las nuevas normas de emisión de gases).
Antes de llevar adelante la fusión limitaba con la Ciudad de Yawatahama y los pueblos de Uwa y Akehama (ambos del extinto Distrito de Higashiuwa y actualmente parte de la Ciudad de Seiyo).